# 공군군의장학생
공군군의장학생(空軍軍醫奬學生)은 의과대학재학 중 군 가산복무 지원금을 지급받아 공부하고 의과대학졸업후 군 가산복무 지원금을 지급받은 기간만큼 공군소속의 군의관으로서 의무복무하는 공군의 군의관양성제도이다.
공군조종장학생과 함께 공군에서만 장교를 양성하는 방법이다.
의과대학의 의예과 1,2학년 및 의학과 1학년 재학생 중 우수자를 선발하여 졸업시까지 소정의 군 가산복무 지원금을 지급하고 공군군의장학생은 졸업 후 의과대학재학시절 군 가산복무 지원금을 지급받은 기간만큼 공군의 군의관으로서 복무하게 된다.
그러나 대부분의 의학도들은 병역의무로서 군의관이나 공중보건의사로서의 단기복무를 마친후 전역하여 민간에서 의사가 되는 것을 선호하여 공군군의장학생의 신청자는 매우 드물다.
대부분의 공군군의장학생의 신청자들은 빈곤 등 가정형편이 어려워 의학공부를 하기 쉽게 위해 신청하는 것이다.

## 공군군의장학생의 의무복무기간
- 의예과재학생신청자
  - 의예과 1학년때 신청자 : 3개월(기초군사교육기간)+3년(장교의무복무기간)+6년 = 9년3개월
  - 의예과 2학년때 신청자 : 3개월(기초군사교육기간)+3년(장교의무복무기간)+5년 = 8년3개월
- 의학과재학생신청자
  - 의학과 1학년때 신청자 : 3개월(기초군사교육기간)+3년(장교의무복무기간)+4년 = 7년3개월